# 服飾

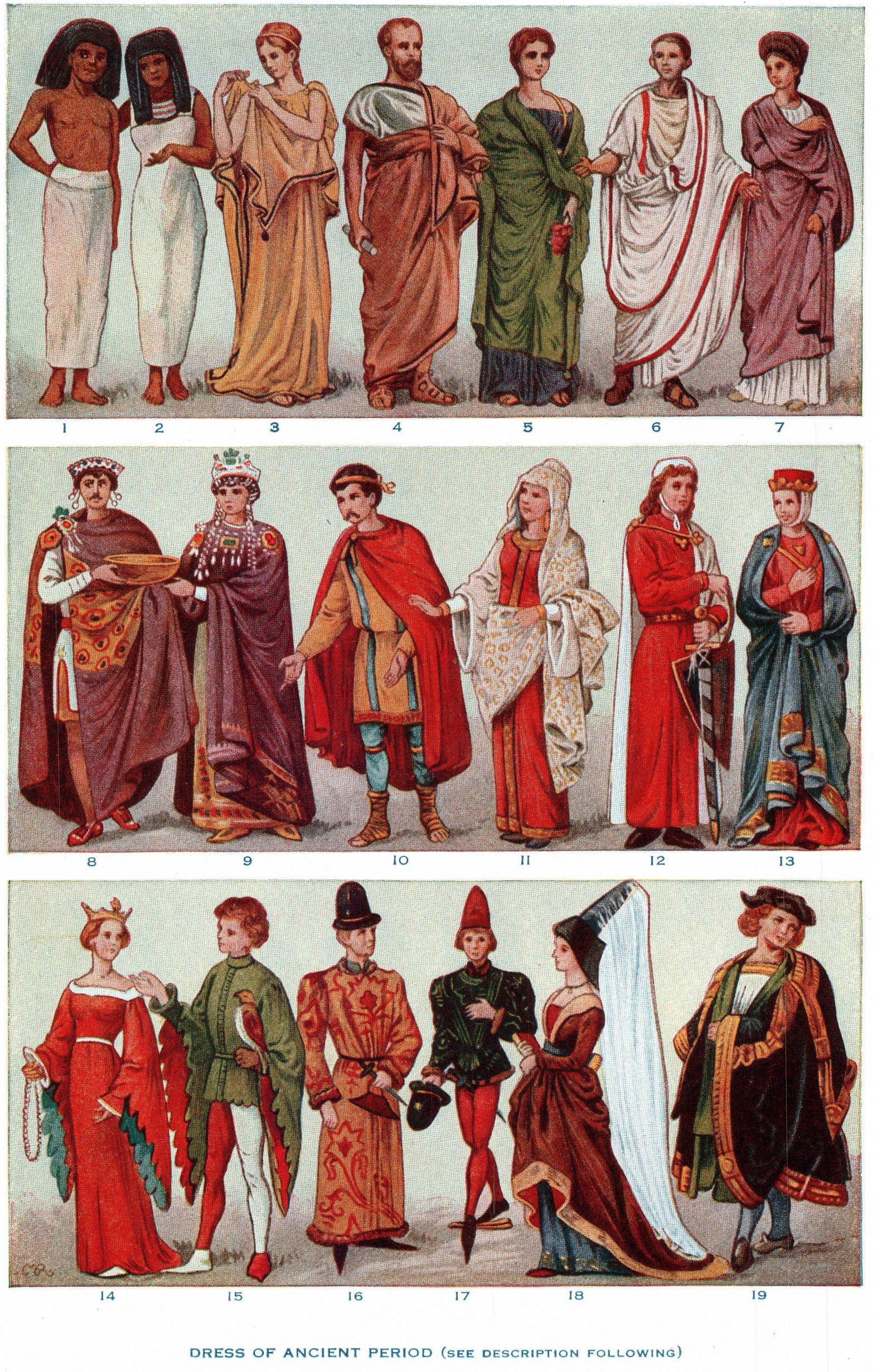
各時代・地域の正装（装い）。1 古代エジプトの男性の装い, 2 古代エジプトの女性の装い, 3 古代ギリシアの女性のペプロスの装い, 4 古代ギリシアの男性のキトンの装い, 5 古代ギリシアのヘレニズム期の女性の装い 6 古代ローマの貴族男性のトガの装い, 7 古代ローマ、ローマ帝国時代の女性のストラ（stola）の装い, 8 ビザンティン帝国皇帝ユスティニアヌス1世の装い, 9 その皇后テオドラの装い, 10 フランク王国の貴族男性の装い, 11 フランク王国貴族女性の装い, 12 ドイツ 13世紀の貴族男性の装い, 13 ドイツ 13世紀の貴族女性の装い, 14 1400年の貴族女性, 15 1400年の貴族男性, 16 フランス、ブルゴーニュの貴族, 17 同じくブルゴーニュの貴族, 18 同じくブルゴーニュの貴族女性, 19 ニュルンベルクの市民（1500年）の装い。

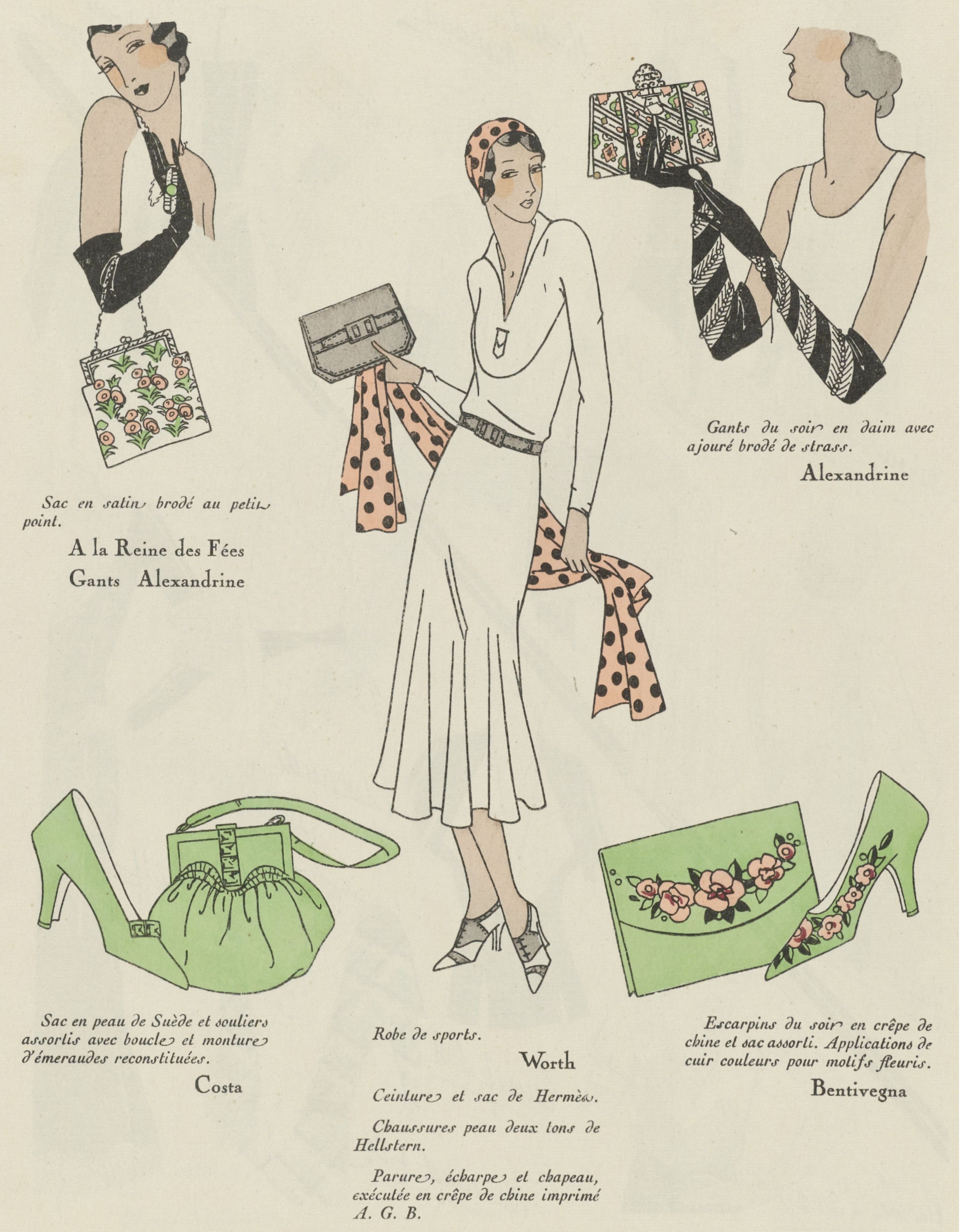
1931年のフランスの「おしゃれでいるために身につけるべきもの」と題されたリーフレット。中央にドレスの装いの女性が、その周囲に靴・手袋・ハンドバッグなどのデザイン画が掲載されている。

服飾（ふくしょく）とは、衣服と装飾品（装身具）のこと。またそれらを身につけた装いのことを意味する。「服装」もほぼ同義であるが、服飾は衣服の飾りのことに限定して使われることもある。
服飾や服装という用語には主に2つの用いられ方があり、ひとつは衣服・被服などとほぼ同義で用いられ、もうひとつは身体と衣服が一体化した姿（着装姿）、またそれらの一定の組み合わせの様式を指す。
本項では主に後者（身体と衣服が一体化した姿、および それらの一定の組み合わせの様式）について論じる。舞台衣装など特別な服装については、別記事の衣装を参照。
普段着（ふだんぎ）は、ふだん着る衣服のこと。対して、特別な日（ハレの日）に着る衣服のことを晴れ着という。
紳士服は、成人男性の洋装のこと。婦人服は、女性の着る衣服のこと。

## 服飾の変遷
服飾の変遷

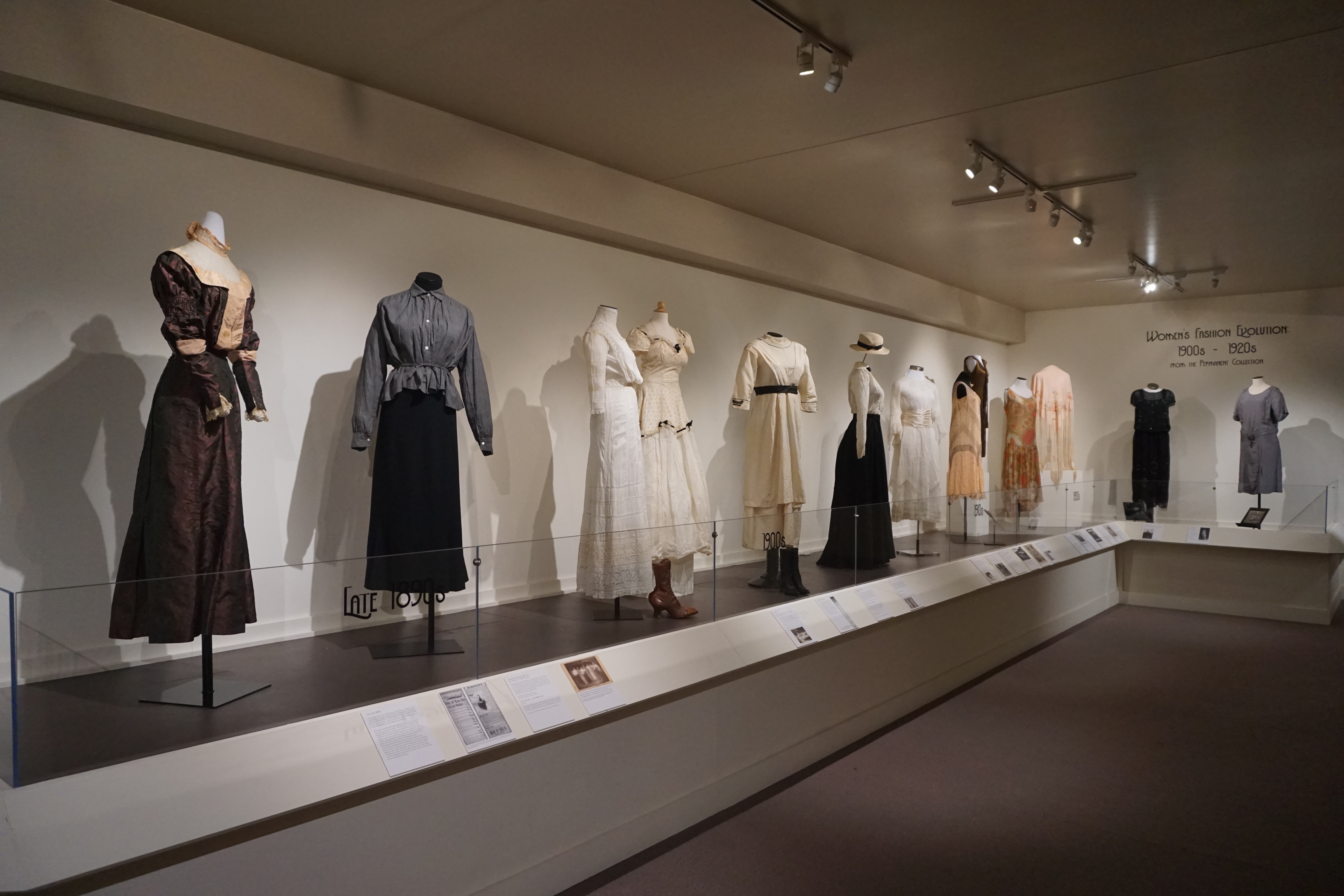
「女性のファッションの変遷 1900年代 - 1920年代」と題された展示（アメリカ、テキサス州）

服飾は変化・変遷する。小川安朗は服飾の変遷の原則を次の20項目にまとめている。
1. 環境順応 - 服飾は自然環境（気候等）や社会環境（政治体制・経済状態・宗教・戦争の有無等）に順応したものになる。
2. 内因優越 - 自然環境や社会環境（特に規制等）による外因性の変化の力と、快適性や新奇性、美しさ、奢侈等を求める内因性の変化の力は、しばしば対立し、長期的には内因性の変化が優越する（長期的には禁令が破られることや、制服が簡略化する等）。
3. 優勢支配 - 服飾は文化発達の程度が高い集団から低い集団に伝播する（アジアの先進国隋・唐の位階制および服装規定が古代日本へ伝播しその冠位・服装規定となったこと 等）。一方で政治的に優勢となった新興集団は、伝統的集団の服飾を打倒する（ゲルマン民族の大移動によるローマ風の服飾から現在の洋服の祖型への変化、サン・キュロット等の革命における服飾の変化等）。
4. 模倣流動 - 新形式や改変された形式の服飾は模倣によって伝播普及（流動）し、旧来の形式を置き換える。模倣には上位・優勢にある集団の模倣、機能面に着目した模倣、過去の形式のリバイバル、集団心理による追随的な模倣、創意を加味した創造的な模倣等がある。同一集団内で特定の形式が伝承される場合がある一方で、特定の形式が一時的に模倣され広がる流行もある。集団内の流行は、雑誌やテレビなどのメディアによって増幅される。流行した服飾が普及し、固定すると、社会的強制力を持つ風俗・慣習となる。
5. 漸変慣化 - 意識的に強制をしなくても服飾は漸変する。また、人間の慣れによって漸変は容易に受け容れられる（スカートがだんだん短くなってミニスカートが一般的となった等）。人為的な急変は刺激が強すぎるため社会に定着しにくい。
6. 逆行変化 - 複雑化・簡素化、重層化・軽装化、肥大・縮小等の逆方向の変化が交互に繰り返される。実用的な服飾は、権威をあらわす等のために装飾が増え、重くなり、形式化し、礼装へとなる。形式的で装飾的な服飾は、窮屈なため簡易的になり軽装化する。
7. 競進反転 - 特徴的な形態が流行しはじめると、集団内の競争により、その形態の変化が急激に進行し極端な形に至る（下襲、クリノリン等の長大化、コルセットの極端化、露出や薄着の極端化等）。形態の変化は極点に至ると時に不経済あるいは不健康・不衛生な状態にもなり、批判も起き、流行は反転する。その形態は伝統的服飾として温存されたり、もとの形式に復帰、退化したり、別の形態へ転換したり、あるいは単に消滅する。
8. 表衣脱皮 - 表衣がなくなり、下着だったものが表衣化する（十二単から小袖への移行、背広の下着だったワイシャツが表衣になる等）。
9. 形式昇格 - 簡素な服飾が複雑化し、常用の服飾が礼装となり、庶民の服飾が貴族に取り入れられる（庶民の服飾であった直垂の武家の礼装化、古代ローマにおけるダルマティカの正装化等）。
10. 格式低下 - 礼装が簡略化されたり、上流階級の服飾を下位の人々が着用することで格式が失われる（高位者のみに許された色・地質が庶民にも用いられるようになる等）。
11. 系列分化 - 長く使われる形式がだんだん細分化される。同系列でより簡略なものが生まれたり（直垂からの大紋や素襖の分化）、使用者の階級毎に分化したり、用途別に分化したりする（さまざまなコート等）。
12. 不用退化 - はじめは実用的な機能のあったものが不要になると退化し、単に装飾として残ったり、省略され、消滅したりする（背広の袖のボタンやラペルの切り込み等）。
13. 無縁類同 - 隔絶した無縁の地域・時代において、自然環境や文化水準の類似、あるいは人間の人体構造や普遍的心理により、よく似た服飾が発生する（下襲とトレーン、チョピンと高下駄、チャードルとはんこたんな等）。
14. 性別対立 - 形状や色彩によって性差が表現されるが、平和で富裕な時代、あるいは上流貴族の間では性差の対立が大きく、戦乱下や困窮した時代、また下層庶民の間では対立が小さい傾向がある。その一方で、服飾の流行、また機能的な理由から、男装を女性が、あるいは女装を男性が借用する性別転換もしばしば起きる。また性別の対立を利用した異性装も行われる。
15. 融合消化 - 在来の服飾に外来の要素が取り込まれ、融合（在来の要素と外来の要素がほぼ対等に混合する、十字軍遠征の影響によるブリオーの変化等）、消化（外来要素が解体されて在来服飾の新形式発生を促す、南蛮文化の影響を受けた軽衫の普及等）、混成（それぞれの形式がそのまま混ぜて着られる、羽織袴に山高帽の服装等）したり、あるいは併存（洋服と和服の併存等）する。
16. 停滞残存 - 山間部や離島部など文化の流入が少ない地域には昔からの服飾が残ることがある。洋服を現代の服飾の主流とするならば、各地の民族服は全て停滞残存の例と解釈し得る。
17. 孤立爛熟 - 孤立しかつ安定した環境下で、特定の形式が独自に発展し爛熟する（クレタ文明の服飾、江戸時代の日本の服飾等）。
18. 不変定着 - 服飾の流動の中で数十年から数百年の間、服飾がほとんど変化せず、風俗として定着することがある（各地の民族服等）。
19. 礎型復帰 - 人体の構造・生理、また人間の心理に適応した基本的な服飾形式（礎型）に反復的に復帰する。
20. 国際同化 - 交通・通信の発達により国際的な交流が活発になると、全世界的な服飾の共通化が起こる。

## ギャラリー

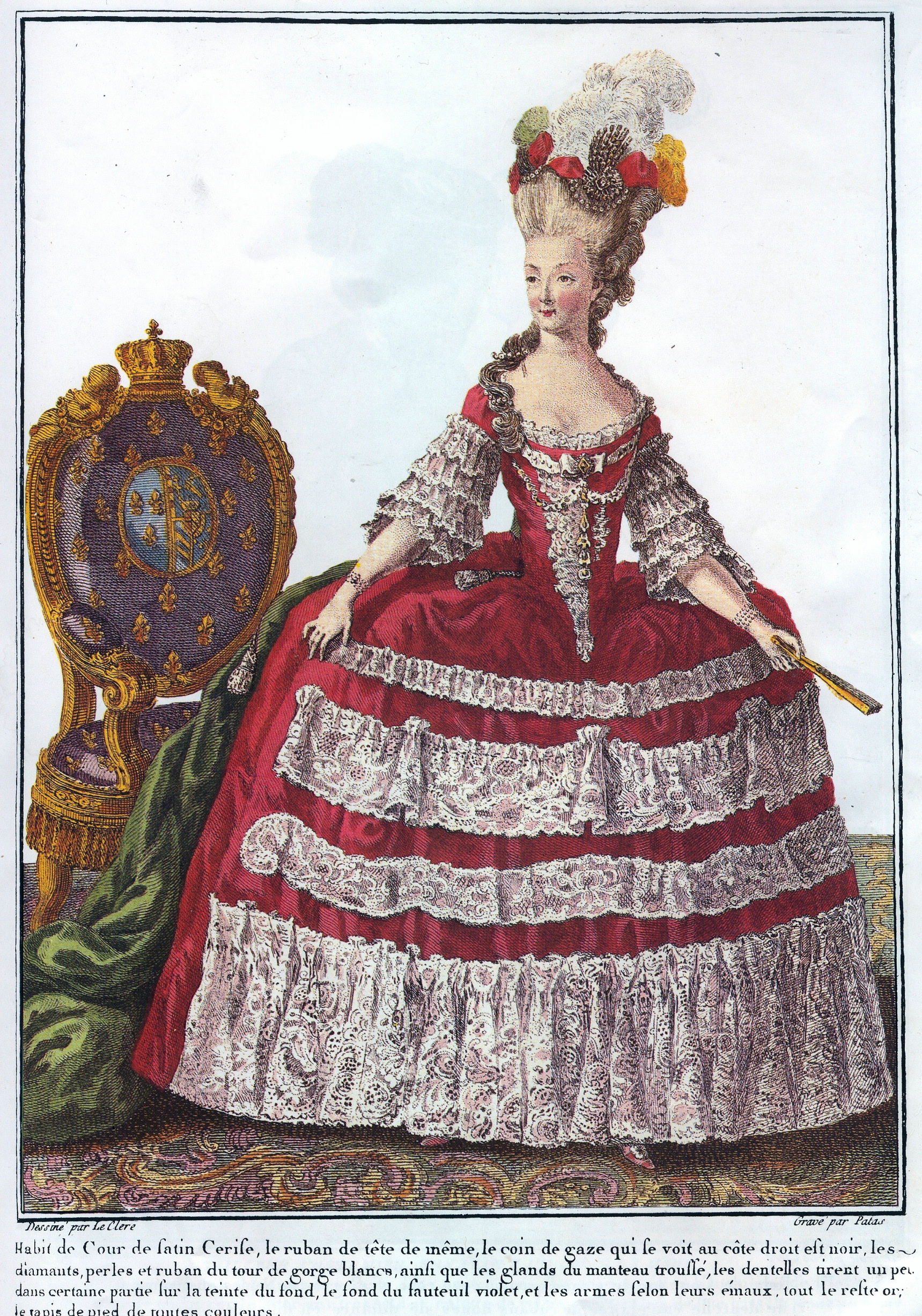
服飾の変遷の原則の「7 競進反転」の極端化の例。肥大したパニエを身につけたマリー・アントワネットの肖像
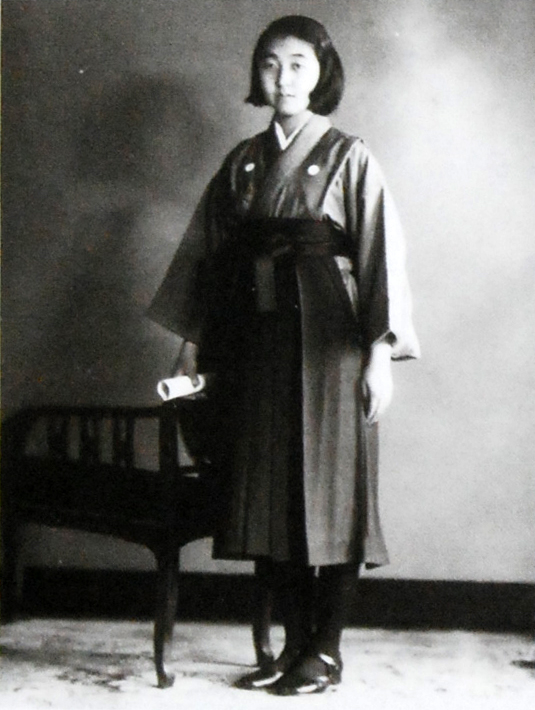
「15 融合消化」の例。着物と袴に靴下・革靴を履く東久邇成子
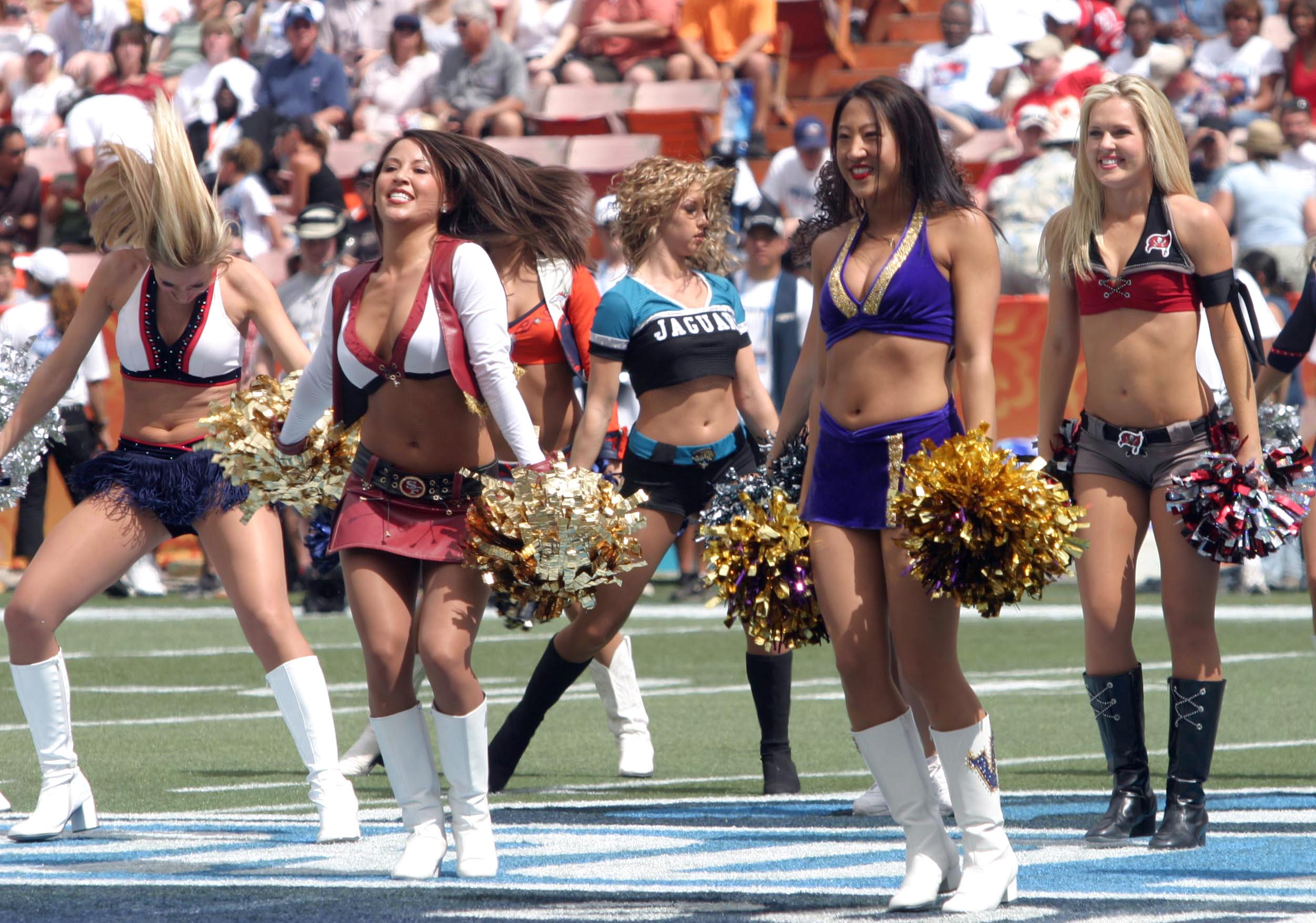
現代のチアリーダー
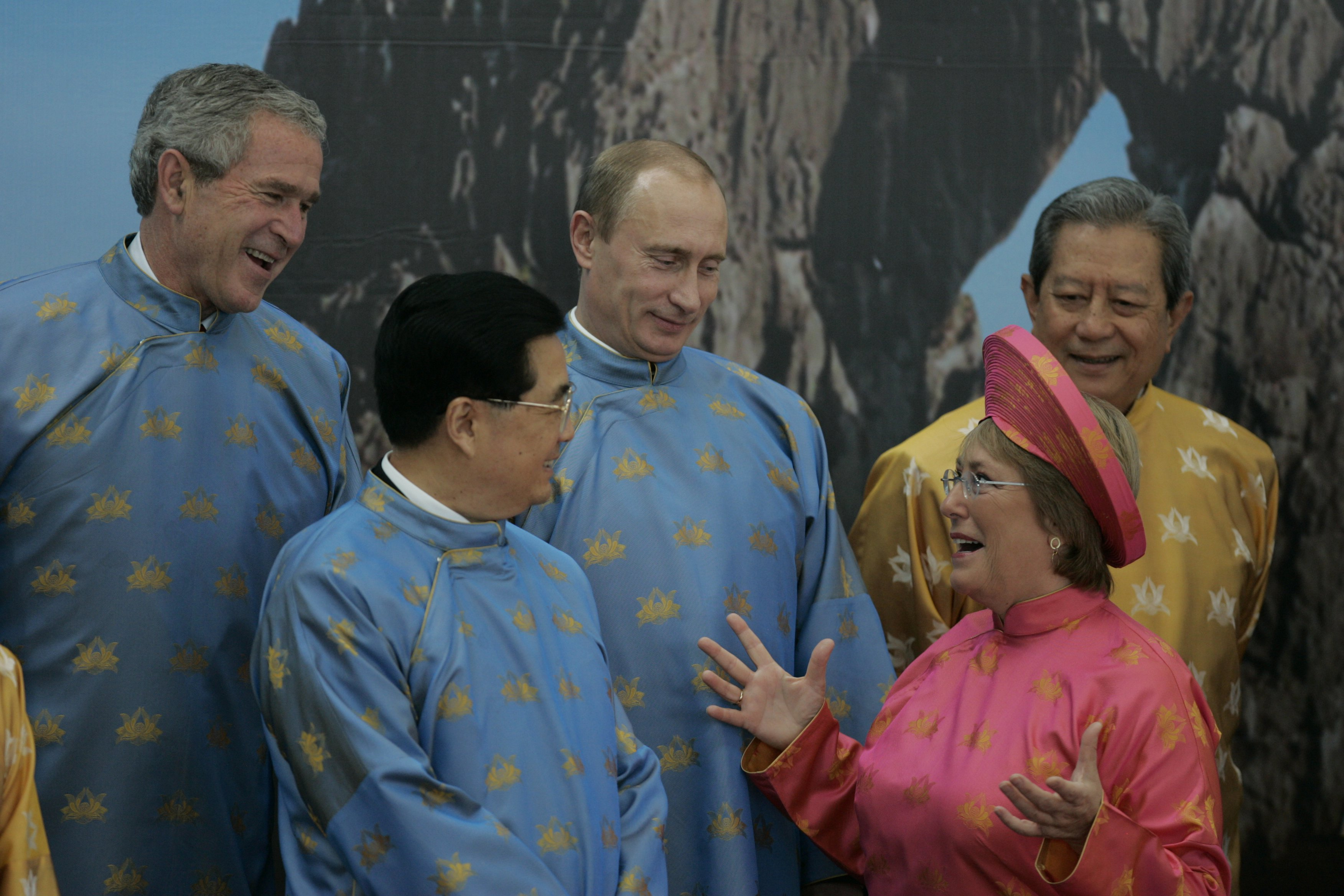
APEC2006にてベトナムの民族服アオザイを着た各国首脳